# Ca la Brígida
Ca la Brígida és un edifici modernista del municipi de Sant Pere de Ribes (Garraf) protegit com a bé cultural d'interès local.

## Descripció
Ca la Brígida està situada a la plaça del Centre i ocupa part del revolt de la carretera d'Olivella. Està formada per dos cossos de planta baixa i pis, amb un pati lateral que dona a la carretera de Sitges i al carrer de Sant Isidre. La façana del cos de l'esquerra, presenta a la planta baixa una porta d'accés centrada a la botiga, i una porta lateral més estreta. Al primer pis hi ha un balcó amb barana de ferro, també centrat, i una finestra lateral tapiada. El coronament, amb barana de terrat, combina la línia recta amb la corba. La façana del cos de la dreta, té una finestra a la planta baixa i tres obertures al pis i una d'elles, la central, és un balcó. El coronament està format per una barana de terrat de línia corba. La decoració del coronament de les obertures i de les baranes és a base de maó vist i de rajola verd.

## Història
El seu arquitecte va ser Josep Font i Gumà.
Segons consta a l'Arxiu Municipal de Sant Pere de Ribes, el 23 de novembre de 1932 la propietària, Brígida Font Marcer va sol·licitar a l'Ajuntament permís per a realitzar unes reformes a l'habitatge. Com a resultat d'aquesta intervenció, queda la finestra de la planta baixa del cos de la dreta. Des d'abans de la Guerra Civil i fins als anys 60 del segle xx van conviure a l'edifici un bar i una merceria. Aleshores tancà el bar, mentre la merceria continuà oberta fins a la primera dècada del segle xxi.